# Wojciech Downar-Zapolski
Wojciech Downar-Zapolski (ur. 18 kwietnia 1967) – polski trener koszykówki, obecnie trener zespołu AZS Politechniki Korona Kraków, występującego w I lidze kobiet.
Jego żona Małgorzata Downar-Zapolska, z domu Kardas była koszykarką, mistrzynią Polski (1988). Jest ojcem piłkarza Jakuba Downar-Zapolskiego.
22 lipca 2018 został trenerem żeńskiej drużyny AZS-u Politechniki Korony Kraków. Drużyna występowała w I lidze kobiet pod nazwą Good Lood AZS PK Kraków.

## Osiągnięcia trenerskie
Klubowe
- Mistrzostwo:
  - Polski kobiet (2006¹, 2007¹, 2008)
  - akademickie Polski kobiet (2012)[2]
  - juniorów (1994)
- Wicemistrzostwo:
  - Polski kobiet (2005)
  - juniorów starszych (1999)¹[3]
- Brąz mistrzostw Polski kobiet (2009)
- Puchar Polski kobiet (2006¹, 2009)
- Superpuchar Polski kobiet (2008)
- Finał¹:
  - superpucharu Polski kobiet (2007)
  - pucharu Polski kobiet (2007)

Indywidualne
- Trener roku grupy A I ligi kobiet (2021)[4]
- Asystent trenera drużyny gwiazd podczas meczu gwiazd – reprezentacja Polski – gwiazdy STBL (2003)[5]

¹ – jako asystent